# 王相 (成化丙戌進士)
王相，字樂用，江西承宣布政使司瑞州府新昌縣（今江西省宜豐縣）人，明朝政治人物、同進士出身。

## 生平
成化二年（1466年），登進士，三年九月，授試南京監察御史。未几以亲老归养，林居二十馀年，与罗一峰、张东白、庄定山为友，一峰往来尤密。弘治间膺荐，复起为福建道御史。弘治七年，任福建道監察御史。弘治八年，升廣東按察司僉事，十一年十二月以考察去职，後夀终于家。